# Deenwood
Deenwood is een plaats (census-designated place) in de Amerikaanse staat Georgia, en valt bestuurlijk gezien onder Ware County.

## Demografie
Bij de volkstelling in 2000 werd het aantal inwoners vastgesteld op 1836.

## Geografie
Volgens het United States Census Bureau beslaat de plaats een oppervlakte van
8,7 km², geheel bestaande uit land.

## Plaatsen in de nabije omgeving
De onderstaande figuur toont nabijgelegen plaatsen in een straal van 32 km rond Deenwood.